# Amerikaanse zwarte arend
De Amerikaanse zwarte arend (Buteogallus solitarius, synoniem: Harpyhaliaetus solitarius) is een roofvogel uit de familie van de Accipitridae (havikachtigen).

## Kenmerken
Hun veren zijn donkergrijs tot zwart met witte tekeningen op zijn staart. Ze worden tot 75 centimeter groot en hun vleugels tot 180 centimeter als ze gespreid zijn. Die zijn erg breed. Jonge dieren zijn gevlekt bruin met kringen rond de ogen. 

## Leefwijze
Hun voedsel bestaat voornamelijk uit reptielen, met name slangen.

## Verspreiding en leefgebied
Deze soort komt voor van Mexico tot westelijk en noordelijk Zuid-Amerika en telt twee ondersoorten:
- B. s. sheffleri: van zuidelijk Mexico tot Panama.
- B. s. solitarius: van Colombia tot de Guiana's en noordwestelijk Argentinië.

Ze komen voor in heuvelachtige bossen tot bijna tweeduizend meter hoogte. In de laaglanden is deze arend niet voorkomend.

## Status
Rond 2012 werd de populatiegrootte geschat op 1500 tot 4000 individuen. Dit aantal neemt af als gevolg van aantasting van het leefgebied door ontbossing en door jacht. Daarom staat de arend als gevoelig op de Rode Lijst van de IUCN.